# Ronald F. Inglehart
Ronald F. Inglehart (5. září 1934 – 8. května 2021) byl americký politolog a emeritní profesor University of Michigan.
Byl vedoucím World Values Survey, světové sítě politologů – autorů společenských studií zkoumajících více než osmdesát společností na úrovni států zahrnujících devadesát procent světové populace všech šesti obydlených kontinentů. První vlna výzkumů v rámci tohoto projektu se uskutečnila v roce 1981, poslední byla dokončena roku 2014. Od roku 2010 je Inglehart též vedoucím Laboratoře srovnávacího sociálního výzkumu (Laboratory for Comparative Social Research) na Národní výzkumné univerzitě – Vysoké škole ekonomické (National Research University - Higher School of Economics) v Moskvě a Petrohradě. Tato laboratoř zpracovala výzkum z oblasti Ruska a dalších osmi postsovětských zemí zabývajících se změnou hodnot ve společnosti. Tyto hodnoty porovnávají jak mezi ruskými regiony, tak s ostatními zeměmi. Laboratoř též vzdělává doktorandy v kvantitativních mezinárodních výzkumných metodách.
V sedmdesátých letech začal Inglehart pracovat na významné teorii generační výměny, která vedla k mezinárodnímu rozšíření myšlenek o posunutí společnosti od materialismu k postmaterialismu, což vedlo k vzniku výzkumných ústavů a projektů, jakými jsou například Eurobarometr, již zmiňovaná World Values Survey a další. Stavíce na této práci následně též vytvořil aktualizovanou teorii modernizace, evoluční teorii modernizace, ve které uvádí, že faktory jako ekonomický rozvoj, prostředí a fungování institucí sociálního státu, nebo například dlouhodobě trvající mír mezi supervelmocemi od roku 1945 mění společenský pohled a zápal pro témata zásadním způsobem ovlivňující život kolem nás, jako například rovnost pohlaví či rozmach a šíření demokracie.

## World Values Survey

Inglehart-Welzelova kulturní mapa světa vytvořená na základě čtvrté vlny výzkumů WVS

World Values Survey je celosvětová síť, zkoumající měnící se hodnoty společnosti a jejich dopad na sociální a politický život. Průzkumy byly navrženy tak, aby testovaly hypotézu, že ekonomické a technologické změny mění základní hodnoty a motivace společnosti. Průzkum se skládá z reprezentativních dotazníků vedených až ve 100 státech zahrnujících až 90 % světové populace. WVS je nejrozsáhlejší neobchodní průzkum lidských postojů a hodnot, který kdy byl proveden a jako jediný pokrývá všechny hlavní světové kultury. Závěry mají pomoci vědcům a vládám porozumět změnám v postojích, hodnotách a motivaci lidí po celém světě. Tato data používali nebo stále používají politologové, sociologové, studenti, ekonomové, mezinárodní organizace, žurnalisté i vlády jednotlivých zemí k analýze globálních témat jako je ekonomický rozvoj, demokratizace společnosti, rovnost pohlaví, etnické menšiny a další.
Asociace World Values Survey sídlí ve Vídni v Rakousku a je vedena Výkonným výborem, Vědeckým poradním výborem a Valným shromážděním. Pomáhá prohlubovat spolupráci mezi společnostmi a vytvářet nová výzkumná střediska po celém světě.
Průzkum byl poprvé proveden roku 1981 ve více než 20 zemích na šesti obydlených kontinentech. Závěry v první vlně ukázaly, že dochází k mezigeneračním změnám v oblastech týkajících se politických, ekonomických, náboženských a dalších společenských otázek jako například genderu a rodinných, nebo sexuálních norem. Velké rozdíly mezi hodnotami mladších a starších generací byly zaznamenány převážně v zemích s rychlým hospodářským růstem. V důsledku první vlny průzkumů proběhla v letech 1990–1991 vlna druhá. Zde už byly zapojeny jak bohaté společnosti, tak i společnosti s nízkými příjmy. Třetí vlna průzkumů proběhla v letech 1995–1997, tentokrát už v 55 společnostech. Průzkumy byly zaměřeny na kulturní podmínky pro demokracii. Čtvrtá vlna průzkumů byla provedena v letech 1999–2001 v 65 společnostech a zaměřila se hlavně na africké a islámské společnosti, které byly v předchozích letech nedostatečně zastoupeny. Pátá vlna poté proběhla v letech 2005–2007 a šestá vlna byla dokončena v letech 2010–2014. Tato vlna byla zaměřena především na bezpečnost, stárnutí a volební principy. V současné době[kdy?] probíhá až do roku 2019 vlna sedmá. Asociace WVS vytvořila v průběhu let více než tisíc publikací ve 20 světových jazycích a databáze WVS je volně přístupná na internetu.

## Dílo
Většina Inglehartových děl se stala až kultovními s překlady do nespočtu světových jazyků, například němčiny, francouzštiny, španělštiny, ruštiny, nebo čínštiny a dalších. Patří mezi ně například:

### The Silent Revolution
V tomto díle se Inglehart zaměřil na proces postupné a výrazné proměny hodnotových preferencí obyvatel vyspělých západních zemí, upouštění od důrazu na hodnoty materialismu, tj. materiální dostatek a ekonomickou prosperitu a vyšší oceňování hodnot lidské pospolitosti, individuální seberealizace, kvality života, tedy hodnot tzv. postmaterialismu. Tato revoluční proměna je „tichou revolucí“, neboť probíhá bez halasu, postupně a především intergeneračně. Tento proces byl umožněn díky radikálním technologickým inovacím v oblasti práce a masové komunikace, které podmínily expanzi vzdělanosti, Inglehart hovoří o „kognitivní mobilizaci“. Vytvářejí se podmínky pro kontinuálně se měnící novou kulturu, novou sociální realitu, kterou člověk reflektuje a vstřebává. Výsledkem je nový životní postoj, jiná hodnotová orientace, nová identita. Inglehart a postupně i další autoři dokládají prostřednictvím opakovaných empirických šetření, že jsme v současnosti svědky stále sílícího proudu kulturní změny, která dává nový tvar politickým postojům, motivaci k práci, postojům k životnímu prostředí, nukleárním zdrojům energie, náboženským orientacím, intimním životním stylům a postojům k manželství a rodině, rozvodům, potratům, homosexualitě apod. Mladší, tj. poválečné věkové kohorty, socializované ve zcela nových ekonomických, politických a sociálních podmínkách, jsou mnohem více postmaterialistické než generace starší – meziválečná, pro kterou je příznačná orientace materialistická. Inglehartův pojem revoluce tichá, stejně jako jeho materialisticko-postmaterialistická hodnotová škála jsou dnes běžnou součástí úvah v oblasti sociologie hodnot.

### Culture Shift in Advanced Industrial Society
Tato práce se zabývá dlouhodobými sociálními změnami, které ovlivňují sociální a politický vývoj v pozdně industriálních společnostech. Ronald Inglehart zde upřesňuje jeho tezi o postmaterialismu a tvrdí, že v západních kulturách probíhají změny, které vedou k vytyčení dominantního cíle společnosti, a tím je ekonomický růst. Tato kulturní změna ovlivňuje míru ekonomického růstu společnosti a typ ekonomického růstu, o který usilují. Inglehart dále zkoumá, jak se mění odpovědi na otázky týkající se všeobecné spokojenosti na mezinárodní úrovni. V důsledku toho zjistil, že tyto národnostní rozdíly stále přetrvávají, a že úzce souvisí s úrovní ekonomického vývoje.

### Modernization and Postmodernization
V této knize Inglehart vyslovuje svojí domněnku, že ekonomický rozvoj, kulturní změny a politické změny spolu souvisí a navzájem se ovlivňují. Následkem toho jsou tyto přechody do jisté míry odhadnutelné. Předmětem jeho zájmu je doba industrializace, moderní společnosti a postmoderny. Industrializace podle něj vede k procesům, jako je hromadná mobilizace nebo zmenšování rozdílů v genderových rolích. Všeobecný pohled na svět se vyvíjí paralelně s výše uvedenými změnami, ale s generačním zpožděním. Postupně se mění hodnoty moderní průmyslové společnosti a vzniká tzv. postmoderní doba. Ta s sebou přináší společenské změny včetně demokratických politických institucí a úpadek státních socialistických režimů.

## Práce
Inglehart sepsal více než 250 publikací, nejznámějšími z nich jsou:
- The Silent Revolution, Princeton University Press, 1977.
- Culture Shift in Advanced Industrial Society, Princeton University Press, 1990.
- Value Change in Global Perspective, University of Michigan Press, 1995 (ve spolupráci s Paulem R. Abramson).
- Modernization and Postmodernization, Princeton University Press, 1997.
- Modernization, Cultural Change and the Persistence of Traditional Values, American Sociological Review, 2000 (ve spolupráci s Waynem Baker).
- Rising Tide: Gender Equality and Cultural Change around the World, Cambridge University Press, 2003 (spoluautorství s Pippou Norris).
- Human Beliefs and Values: A Cross-Cultural Sourcebook based on the 1999-2002 values Surveys, Mexico City: Siglo XXI, 2004 (editováno společně s Miguelem Basanez, Jaimem Deiz-Medrano, Loekem Halman a Ruud Luijkx).
- Sacred and Secular: Religion and Politics Worldwide, Cambridge University Press, 2004 (spoluautorství s with Pippou Norris).
- Modernization, Cultural Change and Democracy: The Human Development Sequence, New York: Cambridge University Press, 2005 (spoluautorství s Christianem Welzelem).
- Cultural Evolution: People's Motivations are Changing, and Reshaping the World, Cambridge University Press, 2018.

## Tituly a čestná uznání
- Čestný doktorát Uppsalské univerzity, Švédsko, 2006
- Čestný doktorát Svobodné univerzity v Bruselu, Belgie, 2010
- Čestný doktorát Lüneburské univerzity, Německo, 2012
- Spolupracovník Americké politologické akademie
- Spolupracovník Americké akademie umění a věd
- Vítěz ceny Johan Skytteho za přínos politologii, 2011